# Câu lạc bộ bóng chuyền Ngân hàng Công Thương
Câu lạc bộ bóng chuyền Ngân hàng Công Thương hay còn được biết với tên gọi Vietinbank VC. Tiền thân là Đội Bóng chuyền nữ Dệt Nam Định, được chuyển giao cho Ngân hàng Công Thương vào năm 2003. Câu lạc bộ này từng là nhà vô địch của Giải vô địch bóng chuyền Việt Nam năm 2016 và đóng góp rất nhiều VĐV cho đội tuyển quốc gia. Tuy nhiên, đến mùa giải 2021 thì lực lượng bị tổn thất lớn do các huấn luyện viên và nhiều vận động viên trụ cột rời đi. Năm 2024, đội xếp hạng 6 chung cuộc.

## Thành tích

### Giải đấu trong nước

#### Giải vô địch bóng chuyền Việt Nam
- Vô địch (1): 2016
- Á Quân (4): 2012, 2013, 2015, 2019
- Hạng 3 (4): 2006, 2007, 2011, 2014, 2017, 2018
- Hạng 4 (2): 2008, 2020

#### Giải bóng chuyền cúp Hùng Vương
- Vô địch (4): 2006, 2012, 2016, 2017
- Á Quân (3): 2005, 2013, 2019
- Hạng 3 (4): 2007, 2011, 2015, 2018
- Hạng 4 (1): 2025

#### Giải bóng chuyền cúp Hoa Lư
- Á Quân (1): 2014
- Hạng 3 (1): 2008
- Hạng 4 (1): 2025

#### Giải bóng chuyền nữ quốc tế cúp VTV9 – Bình Điền
- Vô địch (2): 2006, 2016
- Á Quân (1): 2007
- Hạng 3 (3): 2008, 2013, 2014
- Hạng 4 (1): 2012

### Giải đấu quốc tế

#### Giải vô địch Bóng chuyền Câu lạc bộ AVC
- 2017 — 7th place

Sealect Tuna Championship:
 Á quân (2)2014, 2015

## Đội hình thi đấu

### Đội hình hiện tại

#### Năm 2025
- Huấn luyện viên trưởng:  Nguyễn Tuấn Kiệt
- Huấn luyện viên phó:  Nguyễn Duy Quang,  Lê Văn Dũng,  Nguyễn Đức Tuấn

| No. | Player               | Position   | Năm sinh | Height (m) | Spike (cm) | Block (cm) |
| --- | -------------------- | ---------- | -------- | ---------- | ---------- | ---------- |
| 4   | Tôn Thị Minh Thư     | Chuyền hai | 2003     | 1.73       | 290        | 285        |
| 7   | Hà Kiều Vy           | Libero     | 2006     | 1.66       |            |            |
| 8   | Trần Thị Phương      | Chuyền hai | 2002     | 1.70       | 288        | 286        |
| 9   | Trần Thị Huệ         | Chủ công   | 2006     | 1.78       | 285        | 281        |
| 10  | Hoàng Thị Phương Anh | Đối chuyền | 2000     | 1.74       | 298        | 290        |
| 12  | Bùi Hải Yến          | Chủ công   | 2006     | 1.75       | 280        | 270        |
| 14  | Vi Thị Như Quỳnh     | Chủ công   | 2002     | 1.76       | 295        | 290        |
| 15  | Bùi Thị Hồng Thắm    | Chủ công   | 1993     | 1.73       | 290        | 287        |
| 16  | Đặng Thị Hồng        | Chủ công   | 2006     | 1.70       | 295        | 288        |
| 17  | Nguyễn Phương Quỳnh  | Phụ công   | 2005     | 1.78       | 298        | 293        |
| 19  | Nguyễn Thị Ninh Anh  | Libero     | 2000     | 1.70       |            |            |
| 23  | Đinh Thị Trà Giang   | Phụ công   | 1992     | 1.82       | 300        | 295        |
| 25  | Jelena Vulin         | Đối chuyền | 1996     | 1.82       | 295        | 285        |
| 28  | Nguyễn Minh Thu      | Phụ công   | 2007     | 1.85       | 293        | 285        |